# Kašpar II. Šlik
Kašpar II. Šlik (německy Caspar/Kaspar II. Schlik, 1451–1516) byl český šlechtic z ostrovské linie rodu Šliků.

## Život
Narodil se jako nejmladší syn Maytáše Šlika a jeho manželky Kunhuty svobodné paní ze Schwarzenbergu, dcery Erkingera I. ze Seinsheimu, zakladatele rodu Schwarzenbergů. Kašpar měl bratry Mikuláše a Jeronýma a sestru Annu.
Po otci zdědil mj. panství Ostrov u Karlových Varů a byl pokračovatelem této rodové linie.
V době bavorské války roku 1503 byl šoltysem v Norimberku.

### Manželství a potomstvo
Kašpar II. Šlik byl ženatý s Alžbětou z Gutštejna († 1588), dcerou bohatého královského úředníka, hejtmana Buriana II. z Gutštejna. Z jejich manželství se narodilo několik dětí:
- Štěpán I. Šlik
- Jeroným Šlik
- Vavřinec Šlik
- Jindřich II. Šlik
- Valpurga Šliková
- Siguna Šliková